# El salt (Quantum Leap)
El Salt / El viatger del temps (Quantum Leap) és una sèrie de televisió de ciència-ficció nord-americana, creada per Donald P. Bellisario, que es va estrenar a la NBC i es va emetre durant cinc temporades, des del 26 de març de 1989 fins al 5 de maig de 1993. A Catalunya es va poder veure a partir de 1991. La sèrie és protagonitzada per Scott Bakula com el doctor Sam Beckett, un físic que salta involuntàriament a través de l'espai-temps durant els experiments de viatges en el temps, ocupant temporalment el lloc d'altres persones per corregir el que descobreix constantment que eren errors històrics.
Dean Stockwell protagonitza l'almirall Al Calavicci, el company de Sam, i el seu millor amic, que se li apareix com un holograma i investiga i modela les seves opinions sobre el passat.
La sèrie inclou una barreja d'humor, drama, romanç, comentaris i crítica social i ciència-ficció. Va ocupar el lloc número 19 a "Top Cult Shows Ever" de TV Guide l'any 2007.
NBC va encarregar una nova versió de la sèrie, que es va estrenar el 19 de setembre de 2022.

## Premissa i personatges
En un futur proper, el físic Dr. Sam Beckett (Scott Bakula) teoritza que el viatge en el temps dins de la pròpia vida és possible i obté el suport del govern per construir el seu projecte "Quantum Leap". Uns anys més tard, després d'haver gastat uns 43.000 milions de dòlars, el govern amenaça amb aturar el finançament ja que no s'ha fet cap progrés, i Sam decideix, abans que ningú el pugui aturar, provar l'accelerador del projecte ell mateix per salvar el projecte. Es llançat enrere en el temps i, en recuperar la consciència, descobreix que, tot i que existeix físicament en el passat, apareix a tots els altres com una persona a la qual havia "saltat", i a més té una amnèsia parcial relacionada amb la seva pròpia identitat.
Un holograma del seu amic l'almirall Al Calavicci (Dean Stockwell ), se li apareix visible i audible només per a Sam, i ajuda a explicar-li que ha de corregir alguna cosa que va sortir malament en el passat, ajudat amb els recursos del superordinador del projecte Ziggy, la intel·ligència artificial autoconscient "ordinador híbrid paral·lel amb un ego". Tot i corregir amb èxit el passat, Sam continua saltant, aparentment "guiat per una força desconeguda", a un altre lloc i temps dins de la seva pròpia vida, "arreglant el que va sortir malament i esperant cada vegada que el seu següent salt sigui el salt a casa.".
Sam té sis doctorats en diferents àrees, un cinturó negre en kung fu, una memòria fotogràfica i un talent musical gairebé virtuós, que li permeten posar-se fàcilment en la pell de moltes persones diferents. El estudiós i ingenu Sam és un fort contrast amb el seu millor amic Al, un faldiller, divorciat cinc vegades i fumador de purs que va créixer en un orfenat, va estar actiu en el moviment dels drets civils i va ser presoner de guerra al Vietnam.
Sam i Al són els únics personatges que apareixen de manera permanent a cada episodi. Els personatges secundaris de cada episodi són els amics, la família i els coneguts de la persona a la qual ha saltat Sam. Amb algunes poques excepcions, com ara episodis de dues parts o seqüeles, aquests personatges només apareixen una vegada, tot i que diversos actors han interpretat diversos personatges. De tant en tant, Sam també es trobarà amb personatges històrics de la vida real com Buddy Holly, Michael Jackson, Donald Trump, Marilyn Monroe i Ruth Westheimer, l'última de les quals va interpretar a ella mateixa.
Els altres membres de l'equip de El Salt Quàntic s'esmenten sovint i cadascun va apareixent en un grapat d'episodis. Inclouen Irving "Gooshie" Gushman (Dennis Wolfberg ), el programador en cap del projecte; la doctora Verbena Beeks (Candy Ann Brown), psiquiatra del projecte; Tina Martinez (Gigi Rice ), la tècnica mèdica del projecte i amant d'Al; i la doctora Donna Eleese (Teri Hatcher / Mimi Kuzyk ), la dona de Sam i directora del projecte en la seva absència.

## Producció

### Desenvolupament
La premissa principal de Quantum Leap es va inspirar en pel·lícules com Here Comes Mr. Jordan (1941) i El Cel pot esperar (1978), així com el programa de televisió dels anys 60 The Time Tunnel. El creador de la sèrie Donald P. Bellisario va veure el seu concepte com una manera de desenvolupar una sèrie d'antologia original, ja que les antologies eren impopulars entre les xarxes.
La sèrie es va emetre a NBC durant cinc temporades, des del març de 1989 fins al maig de 1993.

### Banda sonora
El tema principal de la sèrie va ser escrit per Mike Post. Més tard va ser arranjat per a la cinquena temporada, excepte per a l'episodi final de la sèrie, que va recupear el tema musical original. Les partitures dels episodis van ser compostes per Post i Velton Ray Bunch .
Es va publicar un àlbum de banda sonora per primera vegada el 1993, titulat Music from the Television Series 'Quantum Leap', dedicat a John Anderson, que va interpretar a Pat Knight a The Last Gunfighter . Va ser llançat per GNP Crescendo en CD i cinta de casset.
| No. | Pista                                                 | Compositor(s)                                           | Llargada | Episodi                     |
| --- | ----------------------------------------------------- | ------------------------------------------------------- | -------- | --------------------------- |
| 1   | Pròleg (Saga Sell)                                    | Mike Post, Velton Ray Bunch, Deborah Pratt (veu en off) | 1:05     |                             |
| 2   | Quantum Leap (títol principal)                        | Mike Post                                               | 1:15     |                             |
| 3   | En algun lloc de la nit                               | Scott Bakula                                            | 3:32     | Piano Man                   |
| 4   | Suite del Salt Home                                   | Velton Ray Bunch                                        | 3:37     | El salt a casa, part 1      |
| 5   | Imagina't                                             | John Lennon                                             | 3:05     | El salt a casa, part 1      |
| 6   | L'oració de Sam                                       | Velton Ray Bunch                                        | 1:52     | Una sola gota de pluja      |
| 7   | Lluna blava de Kentucky                               | Bill Monroe                                             | 1:41     | Melodia de Memphis          |
| 8   | Nena, juguem a la casa                                | Arthur Gunter                                           | 2:13     | Melodia de Memphis          |
| 9   | Shoot Out                                             | Velton Ray Bunch                                        | 3:03     | L'últim pistoler            |
| 10  | Medley de Man of La Mancha                            | Scott Bakula                                            | 6:18     | Atrapa una estrella caiguda |
| 11  | Mossega'm                                             | Velton Ray Bunch                                        | 3:29     | Lluna de sang               |
| 12  | Rap de l'alfabet                                      | Dean Stockwell                                          | 2:05     | Teatre de Xoc               |
| 13  | Suite de "Lee Harvey Oswald"                          | Velton Ray Bunch                                        | 14:55    | Saltant sobre una corda     |
| 14  | Roda ampla del destí                                  | Scott Bakula                                            | 3:05     | Glitter Rock                |
| 15  | Una conversa amb Scott Bakula                         | Scott Bakula (entrevista)                               | 12:02    |                             |
| 16  | Quantum Leap (pròleg i repetició del títol principal) | Mike Post, Velton Ray Bunch                             | 2:20     |                             |

### Premis
Quantum Leap va rebre 17 premis i 43 nominacions (que es detallen a continuació).
| Curs | Premi                | Categoria                                                           | Guanyador(s)                                       | Episodi                                                        |
| ---- | -------------------- | ------------------------------------------------------------------- | -------------------------------------------------- | -------------------------------------------------------------- |
| 1989 | Premi Primetime Emmy | Cinematografia destacada per a una sèrie                            | Roy H. Wagner                                      | " Gènesi <small id="mwAZ0">(part 1)</small> "                  |
| 1989 | Premi Primetime Emmy | Assoliment destacat en perruqueria per a una sèrie                  | Virginia Kearns                                    | " Doble identitat "                                            |
| 1990 | Premi de Qualitat TV | Millor actor en una sèrie dramàtica de qualitat                     | Scott Bakula                                       | Scott Bakula                                                   |
| 1990 | Premi Globus d'Or    | Millor actor secundari: sèrie, minisèrie o pel·lícula de televisió  | Dean Stockwell                                     | Dean Stockwell                                                 |
| 1990 | Premi Primetime Emmy | Cinematografia destacada per a una sèrie                            | Michael W. Watkins                                 | " Blues de la sala de billar "                                 |
| 1991 | Premi de Qualitat TV | Millor actor en una sèrie dramàtica de qualitat                     | Scott Bakula                                       | Scott Bakula                                                   |
| 1991 | Premi de Qualitat TV | Millor actor secundari en una sèrie dramàtica de qualitat           | Dean Stockwell                                     | Dean Stockwell                                                 |
| 1991 | Premi Edgar          | Millor episodi de televisió                                         | Paul Brown                                         | " Bona nit, estimat cor "                                      |
| 1991 | Premi DGA            | Assoliment destacat de la direcció en sèries dramàtiques            | Michael Zinberg                                    | " The Leap Home <small id="mwAdY">(Part 2)</small> - Vietnam " |
| 1991 | Premi Primetime Emmy | Maquillatge excepcional per a una sèrie d'una sola càmera           | Gerald Quist </br> Michael Mills </br> Jeremy Swan | " The Leap Home <small id="mwAeI">(Part 1)</small> "           |
| 1991 | Premi Primetime Emmy | Cinematografia destacada per a una sèrie                            | Michael W. Watkins                                 | " The Leap Home <small id="mwAek">(Part 2)</small> - Vietnam " |
| 1992 | Premi de Qualitat TV | Millor actor en una sèrie dramàtica de qualitat                     | Scott Bakula                                       | Scott Bakula                                                   |
| 1992 | Premi Globus d'Or    | Millor actor - Sèrie de televisió dramàtica                         | Scott Bakula                                       | Scott Bakula                                                   |
| 1993 | Premi de Qualitat TV | Millor actor en una sèrie dramàtica de qualitat                     | Scott Bakula                                       | Scott Bakula                                                   |
| 1993 | Premi Jove Artista   | Millor actriu jove protagonista convidada en una sèrie de televisió | Kimberly Cullum                                    | Kimberly Cullum                                                |
| 1993 | Premi ACE            | Millor sèrie d'una hora per a televisió editada                     | Jon Koslowsky                                      | " Una cançó per a l'ànima "                                    |
| 1993 | Premi Primetime Emmy | Cinematografia destacada per a una sèrie                            | Jon Koslowsky                                      | " Lee Harvey Oswald "                                          |

## Altres mitjans

### Llibres
No ficció
- Barrett, Julie, L'A-Z del salt quàntic . Boxtree Ltd., Londres 1995. ISBN 0-7522-0628-1
- Chunovic, Louis, Llibre del salt quàntic . Boxtree Ltd., Londres 1993.ISBN 1-85283-866-3ISBN 1-85283-866-3
- Schuster, Hal, The Making of Quantum Leap . HarperCollins, Londres 1996.ISBN 0-06-105438-0ISBN 0-06-105438-0
- Dale, Matt, Més enllà de la imatge del mirall . TME Books, Regne Unit 2017. La primera edició limitada de tapa dura impresa es va finançar mitjançant Kickstarter a finals de 2016 i incloïa pàgines en blanc i negre i color. A causa de la demanda popular, el llibre es va reimprimir, tot i que la 2a edició no incloïa pàgines de colors i venia amb una funda/coberta antipols.

Ficció
- Robitaille, Julie, El principi . Transworld Publishers|Corgi, Londres 1990.ISBN 0-552-13642-5ISBN 0-552-13642-5. Republicat al Regne Unit per Boxtree Ltd., Londres 1994.ISBN 1-85283-392-0ISBN 1-85283-392-0. (Novel·lació de l'episodi pilot)
- Robitaille, Julie, The Ghost and the Gumshoe . Corgi, Londres 1990.ISBN 1-85283-397-1ISBN 1-85283-397-1. Republicat al Regne Unit per Boxtree Ltd., Londres 1994. (Novel·lació de "Play It Again, Seymour" i "A Portrait of Troian")
- McConnell, Ashley, Quantum Leap: La novel·la . Ace Books, 1992.ISBN 0-441-69322-9ISBN 0-441-69322-9. Republicat al Regne Unit com a Carny Knowledge . Boxtree Limited, Londres 1993.ISBN 1-85283-871-XISBN 1-85283-871-X
- McConnell, Ashley, massa a prop per a la comoditat . Ace Books, 1993.ISBN 0-441-69323-7ISBN 0-441-69323-7.
- McConnell, Ashley, The Wall . Ace Books, 1994.ISBN 0-441-00015-0ISBN 0-441-00015-0.
- McConnell, Ashley, Preludi . Ace Books, 1994.ISBN 0-441-00076-2ISBN 0-441-00076-2.
- Melanie Rawn : Cavallers de l'estrella del matí . Ace Books, 1994.ISBN 0-441-00092-4ISBN 0-441-00092-4.
- Melissa Crandall: recerca i rescat . Ace Books, 1994.ISBN 0-441-00122-XISBN 0-441-00122-X.
- McConnell, Ashley, Mesures aleatòries . Ace Books, 1995.ISBN 0-441-00182-3ISBN 0-441-00182-3.
- Storm, L. Elizabeth, Pulitzer . Bulevard, 1995.ISBN 1-57297-022-7ISBN 1-57297-022-7.
- Henderson, CJ i Laura Anne Gilman, Double or Nothing . Bulevard, 1995.ISBN 1-57297-055-3ISBN 1-57297-055-3.
- Walton, Barbara E., Odissea . Bulevard, 1996.ISBN 1-57297-092-8ISBN 1-57297-092-8.
- Peel, John, Independència . Bulevard, 1996.ISBN 1-57297-150-9ISBN 1-57297-150-9. Republicat al Regne Unit com a Leap into the Unknown . Boxtree Ltd., Londres 1996ISBN 0-7522-0137-9 .
- Storm, L. Elizabeth, Àngels inconscients . Bulevard, 1997.ISBN 1-57297-206-8ISBN 1-57297-206-8.
- Davis, Carol, Obsessions . Bulevard, 1997.ISBN 1-57297-241-6ISBN 1-57297-241-6.
- Schofield, Sandy (Dean Wesley Smith i Kristine Kathryn Rusch ), Loch Ness Leap . Bulevard, 1997ISBN 1-57297-231-9 .
- Kent, Melanie, Onada de calor . Bulevard, 1997ISBN 1-57297-312-9 .
- DeFilippis, Christopher, Preconeixement . Bulevard, 1998ISBN 0-425-16487-X .
- Peterman, Mindy, Cançó i Dansa . Bulevard, 1998ISBN 0-425-16577-9 .
- Davis, Carol i Esther D. Reese: Mirror's Edge . Bulevard, 2000ISBN 0-425-17351-8 .

### Renaixement
Al gener de 2020, Jeff Bader, cap de planificació i estratègia de programes de la NBC, va anunciar que la cadena estava considerant un reinici de Quantum Leap per al llançament del seu servei de streaming Peacock.
El gener de 2022, la NBC va donar llum verda a un episodi pilot de una sisena temporada de Quantum Leap . Bellisario hi participa, mentre que els autors i productors inclouen Steven Lilien i Bryan Wynbrandt, amb Deborah Pratt i Martin Gero com a productors executius. El pilot tindria lloc 30 anys després de la conclusió de la sèrie original, amb un nou equip que reviu el Projecte Quantum Leap per entendre-lo i conèixer el destí de Sam Beckett. Raymond Lee va ser fitxat per protagonitzar el pilot en el paper del Dr. Ben Song, la persona que acaba viatjant en el temps a través del projecte Quantum Leap. Ernie Hudson va interpretar a Herbert "Magic" Williams, el líder del nou programa Quantum Leap i un veterà de la guerra del Vietnam a qui Sam va saltar a l'episodi de la tercera temporada "The Leap Home (Part 2) - Vietnam". NBC va donar llum verda a una comanda de temporada completa el maig de 2022. El juliol de 2022, es va anunciar que Dean Georgaris es va unir com a productor. Es va estrenar el 19 de setembre de 2022 i es va emetre a USA els dilluns a la nit.
El setembre de 2022, l'estrella de la sèrie original Scott Bakula va confirmar que els productors li havien demanat que reprengués el seu paper de Sam Beckett a la nova versió, però finalment va decidir no participar en la nova sèrie, dient en un comunicat a Instagram : "Com L'espectacle sempre ha estat molt proper i estimat , va ser una decisió molt difícil rebutjar el projecte".

## En la cultura popular
A la pel·lícula Avengers: Endgame del 2019, Scott Lang presenta l'espectacle com un dels molts exemples de viatges en el temps a la ficció que us permeten canviar el vostre propi passat, contrastant amb l'explicació de Bruce Banner que els viatges en el temps funcionen de manera diferent al seu univers.
Source Code, una pel·lícula de thriller d'acció de ciència-ficció del 2011, va ser dirigida per Duncan Jones. Jones va dir un després de llegir el guió que li recordava a Quantum Leap i, com a referència a la sèrie, va donar-li a Bakula, en un paper de cameo de veu, la línia de "Oh, boy" al guió.
Els episodis especials de Star Trek: Enterprise (" Detained ", 2002) i NCIS: New Orleans (" Chasing Ghosts ", 2014), ambdues sèries que van comptar amb Bakula com a protagonista, van incloure Stockwell com a estrella convidada per reunir els dos actors de Quantum Leap. A més, "Chasing Ghosts" va ser dirigit per James Whitmore Jr., que havia dirigit 15 episodis i va actuar en tres episodis de Quantum Leap.
El 2017 episodi "Els Torns de Colla Black" de la sèrie és Sempre Assolellat en Filadèlfia presenta remissions de Salt de Quàntum nombroses. Quan la colla ells mateixos troba en ens diferent, Dolç Dee suggereix que són "saltar quàntums". Bakula té una aparença d'hoste, com ell mateix, presumptament investigant una funció propera, però de fet treballar com a casa de jubilació custodian a causa de manca de residuals.